# Plandirejo (Plumpang)
Plandirejo is een bestuurslaag in het regentschap Tuban van de provincie Oost-Java, Indonesië. Plandirejo telt 3060 inwoners (volkstelling 2010).